# Бубликов, Алексей Васильевич
Алексей Васильевич Бубликов (1 марта 1925 — 28 октября 2014) — советский военный, участник Великой Отечественной войны, награждённый пятью медалями «За отвагу».

## Биография
Родился 1 марта 1925 года в многодетной семье села Загорье Бежецкого района Тверской области; кроме него у родителей было шестеро сыновей и одна дочь.
В 1943 году был призван в ряды РККА и направлен в Телавское военное пехотное училище. Не закончив полный курс обучения, в августе 1943 года Алексей Бубликов был направлен в действующую армию — рядовым 247-го стрелкового полка 37-й стрелковой дивизии 2-го Прибалтийского фронта. 
В ходе боёв 30 января 1944 года был ранен, лечился в госпитале в городе Торопец. 
После излечения стал командиром 2-й минометной роты 255-го гвардейского стрелкового полка 65-й гвардейской стрелковой дивизии. Сначала также был рядовым, а после окончания фронтовых командирских курсов в начале 1945 года стал сержантом, командиром боевого расчета. 
Окончил войну в звании младшего лейтенанта.
После войны А. В. Бубликов продолжил военную службу в Вооружённых силах СССР. В 1971 году вышел в отставку в звании подполковника.
Проживал с конца 50-х годов в городе Василькове Киевской области Украины. В 1999 году приказом министра обороны Украины Алексей Бубликов был зачислен почетным солдатом 138-й радиотехнической бригады войск ПВО Украины под городом Васильковым (в/ч 18708).
Умер 28 октября 2014 года и похоронен на кладбище города Василькова.

## Память
Беседа с кавалером пяти медалей «За отвагу» — Алексеем Васильевичем Бубликовым — вошла в книгу Александра Филя «Обратная сторона медали».
Являлся почётным гражданином города Василькова Киевской области УССР. 

## Награды
- Был награждён следующими орденами и медалями, в числе которых пять медалей «За отвагу»[3]:
  - первую медаль получил в январе 1944 года приказом по 247 сп 37 сд 2 Прибалтийского фронта №: 2/н от: 23.01.1944 года за то, что отличился во время разведки боем в районе Новоржева — минометный батальон 247-го стрелкового полка обеспечивал продвижение пехоты и участвовал в отражении контратаки[4];
  - вторую медаль получил в феврале 1944 году приказом по 247 сп 37 сд 2 Прибалтийского фронта №: 7/н от: 28.02.1944 года в боях за станцию города Пустошка, где в составе стрелковой роты участвовал в отражении контратак немецких войск[5];
  - третьей медали был удостоен в августе 1944 году приказом №: 19/н от: 11.08.1944 года по 255 гв. сп 65 гв. сд за бои у Пушкинских гор в треугольнике Великие Луки — Невель — Новосокольники[6];
  - четвёртая медаль была получена в сентябре 1944 года приказом по 255 гв. сп 65 гв. сд 2 Прибалтийского фронта №: 26/н от: 30.09.1944, когда Алексей Бубликов участвовал во взятии первой полосы немецкой обороны под городом Цесвайне Латвийской ССР[7];
  - пятую медаль Алексею Бубликову вручили 9 мая 1995 года, спустя 50 лет после окончания войны; она заменила орден Славы, обещанный за участие в завершающих боях 1945 года[8].
  - медаль "За победу над Германией в Великой Отечественной войне 1941-1945 гг."[9]
  - орден Отечественной войны 1-й степени (1985)[10]